# Trichomycterus pauciradiatus
Trichomycterus pauciradiatus és una espècie de peix de la família dels tricomictèrids i de l'ordre dels siluriformes.

## Morfologia
Els mascles poden assolir els 5,2 cm de llargària total.

## Distribució geogràfica
Es troba a la conca del riu Paranà al Brasil.